# Tuer le messager
 (février 2009).
Si vous disposez d'ouvrages ou d'articles de référence ou si vous connaissez des sites web de qualité traitant du thème abordé ici, merci de compléter l'article en donnant les références utiles à sa vérifiabilité et en les liant à la section « Notes et références ».
Tuer le messager est une expression désignant la tentation qui peut exister de se débarrasser du porteur d'une mauvaise nouvelle. Il s'agit d'un calque d'une expression anglaise, qui reste très peu utilisée en français.

## Dans l'univers méditerranéen
Le peintre Jean-Jules-Antoine Lecomte du Nouÿ dans son œuvre Les Porteurs de mauvaises nouvelles décrit la réaction violente du tyran qui exécute le messager qui vient d'annoncer un fait négatif.
Dans Œdipe roi (-420 av. JC), Sophocle écrit le proverbe « Ne tuez pas le messager ».
Dans Antigone de Sophocle, on peut entendre la phrase « Personne n'aime le messager porteur de mauvaises nouvelles ».
Sénèque rapporte également cette pratique.

## Dans l'univers anglo-saxon
La formulation du concept « tuer le messager » peut être trouvée dans les drames de William Shakespeare. Le conseil de ne pas tuer le messager apparaît dans Henri IV - Deuxième partie ("Don't shoot the messenger") ainsi que dans Antoine et Cléopâtre (1606-07). Cassandre en mourra.

## Culture populaire
Dans un épisode de la série télévisée Star Trek : Voyager (saison 7, épisode 18), Icheb cite le proverbe de Sophocle dans Œdipe roi « Ne tuez pas le messager ».
Dans la saison 2 de Big Little Lies, l’employée du personnage joué par Laura Dern la prévient avant de lui annoncer une mauvaise nouvelle « please, don’t shoot the messenger. »

## Expressions similaires
- « Tirer sur le messager »
- « Blâmer le porteur de mauvaises nouvelles »
- En italien, on utilise l'expression « ambasciator non porta pena »

## Voir également
- Bouc émissaire